# Belediye Vanspor
Belediye Vanspor – turecki klub sportowy z siedzibą w Wanie. Najbardziej znaną sekcją klubu jest sekcja piłkarska.

## Historia
Van Spor Kulübü został założony w 1983 w Van. Klub w latach 1983–1994 występował na zapleczu ekstraklasy. W 1994 Van awansował do 1. Lig i występował w niej przez kolejne cztery lata. Po rocznej przerwie klub powrócił na jeden sezon do tureckiej ekstraklasy w 1999.
Później klub w spadł do 3. Lig (czwarta liga). Po spadku klub został rozwiązany, a na jego miejsce powołano nowy klub Belediye Vanspor. W 2007 roku Vanspor awansował do 2. Lig.
W 2011 roku Vanspor spadł do 3. Lig.

## Sezony
- 5 sezonów w Süper Lig: 1994-98, 1999–2000.
- 13 sezonów w 1. Lig: 1983-94, 1998–99, 2000-01.
- 5 sezonów w 2. Lig: 2001–02, 2007-2011.
- 5 sezonów w 3. Lig: 2002-07, 2011-.

## Znani piłkarze w klubie
| - Okan Yılmaz - Hayrettin Demirbaş - Saffet Akbaş - Metin Tekin - Złatko Jankow - Dumitru Stângaciu - Piotr Soczyński | - Naci Şensoy - Emmanuel Tetteh - Lebohang Morula - Alfred Phiri - Bernard Tchoutang - Mohammad Chakpour - Eryk Jachimowicz |

## Sezony wSüper Lig
| Sezon     | Uzyskane Miejsce |
| --------- | ---------------- |
| 1994-95   | 12               |
| 1995-96   | 14               |
| 1996-97   | 13               |
| 1997-98   | 18 (spadek)      |
| 1999-2000 | 18 (spadek)      |